# Vera Bergkamp
Vera Bergkamp (Ámsterdam, 1 de junio de 1971) es una política neerlandesa y activista LGTB que actualmente ocupa un escaño en el Segunda Cámara de los Estados Generales para el período legislativo 2012-2017 por el Demócratas 66.
Asumió su puesto en la cámara baja el 20 de septiembre de 2012; Anteriormente, fue presidenta de la organización de defensa de homosexuales COC entre 2010 y 2012, además de ser miembro del consejo de distrito de Amsterdam-Centrum por su partido. Como presidenta honoraria del COC de Países Bajos, Bergkamp abogó junto con sus colegas por la inclusión de educación sexual y diversidad sexual en la enseñanza primaria y secundaria.
Además, Bergkamp fue directora de recursos humanos en el Sociale Verzekeringsbank, una de las instituciones más antiguas de seguro social en el país entre 2008 y 2012. Anteriormente, ocupó varios puestos de gestión y asesoramiento de alto nivel. Estudió administración pública y ciencias políticas en la Universidad Libre de Ámsterdam.